# Криничная (Донецкая область)
Криничная (укр. Кринична) — посёлок в Донецкой области. Подчинён Макеевскому городскому совету. Находится под контролем самопровозглашённой Донецкой Народной Республики.

#### Соседние населённые пункты по странам света
С: Рясное, Петровское, Путепровод
СЗ: Василевка (Макеевского горсовета)
СВ: Шевченко, Монахово, Новый Свет
З: Ясиновка
В: Ханженково-Северный, Красная Заря
ЮЗ, ЮВ, Ю: город Макеевка

## История
В 1875 году было принято решение о строительстве железной дороги на юге Российской империи.
В 1879 году в ходе строительства железнодорожной линии была открыта станция Криничная, при которой возникло поселение и построили паровозные депо.
После начала Великой Отечественной войны Криничная была оккупирована наступавшими немецкими войсками.
В 1955—1958 гг. у западной окраины посёлка был проложен канал Северский Донец — Донбасс (протекает в трубе и в открытом русле).
В 1972 году здесь действовали завод по ремонту сельскохозяйственной техники, ремонтно-механический завод, цементный завод, совхоз и лесопитомник.
В 1980 году численность населения составляла 4,8 тыс. человек, здесь действовали ремонтный завод, ремонтно-механический завод, цементный завод, совхоз, лесопитомник, средняя школа, Дом культуры и 4 библиотеки.
В 1989 году численность населения составляла 5 026 человек, на 1 января 2013 года — 4 503 человека.

## Транспорт
Криничная является железнодорожным узлом Донецкой железной дороги (здесь пересекаются линии на Углегорск, Ясиноватую, Никитовку и Иловайск).

## Ссылка
- Учётная карточка на сайте Верховной рады  (укр.)